# José da Cruz Policarpo
José da Cruz Policarpo (ur. 26 lutego 1936 w Alvorninha, zm. 12 marca 2014 w Lizbonie) – portugalski duchowny katolicki, patriarcha Lizbony, kardynał Kościoła rzymskokatolickiego.

## Życiorys
Studiował w seminariach w Santarem, Almada i Olivais, przyjął święcenia kapłańskie 15 sierpnia 1961 z rąk kardynała Manuela Goncalvesa Cerejeiry, ówczesnego patriarchy Lizbony. Obronił licencjat z teologii dogmatycznej na Papieskim Uniwersytecie Gregoriańskim w Rzymie. W latach 1970–1997 pełnił funkcję rektora seminarium w Olivais, przez wiele lat wykładał oraz był dziekanem Wydziału Teologii Katolickiego Uniwersytetu Portugalii (1989–1996 rektor tej uczelni).
26 maja 1978 został mianowany biskupem pomocniczym patriarchatu lizbońskiego, otrzymał sakrę 29 czerwca 1978 z rąk patriarchy kardynała António Ribeiro. Od marca 1997 arcybiskup-koadiutor patriarchatu Lizbony, po śmierci kardynała Ribeiro został 24 marca 1998 16. patriarchą Lizbony. Pełnił funkcję przewodniczącego Konferencji Episkopatu Portugalii w latach 1999–2005 i ponownie w latach 2011–2014.
Brał udział w sesjach Światowego Synodu Biskupów w Watykanie, m.in. w II sesji specjalnej poświęconej Kościołowi europejskiemu w październiku 1999. W lutym 2001 Jan Paweł II wyniósł go do godności kardynalskiej, nadając tytuł prezbitera S. Antonio in Campo Marzio. Kardynał Policarpo zaliczany był do grona papabile, potencjalnych faworytów do następstwa po Janie Pawle II na konklawe 2005.
Brał udział w konklawe 2013, które wybrało papieża Franciszka. 18 maja 2013 papież Franciszek przyjął jego rezygnację z urzędu złożoną ze względu na wiek.